# ヴァントーズ (フリゲート)
ヴァントーズ（フランス語：Ventôse, F 733）は、フランス海軍のフロレアル級フリゲート4番艦。艦名はフランス革命暦の風月に由来する。

## 艦歴
「ヴァントーズ」は、アルストム＝アトランティーク造船所で建造され1991年6月28日に起工、1992年3月14日に進水、1993年5月5日に就役する。
「ヴァントーズ」は命名都市を持たない。「ヴァントーズ」はフォール＝ド＝フランスに配備され海外領土や経済水域の警備を主任務とし海洋における諸任務に当たる。特にカリブ海は違法漁業問題や麻薬の密輸ルートにあたるため、これに対する取り締まりに重点が置かれている。
就役間も無い1993年10月には国際連合安全保障理事会の決議に従いハイチ向け石油製品および武器の禁輸措置のため海上封鎖任務に就く。2005年のハリケーン・カトリーナの被害拡大に伴いアメリカ合衆国から9月4日に正式な支援要請を受けて、輸送艦「L9031 フランシス・ガルニエ」と共に救援活動に向かう。2007年9月にはアメリカ合衆国とパナマが主催する対テロ訓練であるPanamax演習に参加した。2008年10月にはハリケーンの被害を受けたハイチに救援のため派遣される。2009年6月2日にはブラジルの北東沖960km付近にて墜落したエールフランス447便の捜索に向かう。